# Anno-Verlag
Der Anno-Verlag ist ein Buchverlag mit Sitz im westfälischen Ahlen. Der konzernunabhängige Verlag wurde 2010 in Rheinberg gegründet, seit Anfang 2014 ist das familiengeführte Unternehmen im westfälischen Ahlen angesiedelt.
Der Verlag hat sich auf die Herausgabe von Regionalliteratur spezialisiert, die inhaltlich-geografischen Schwerpunkte der Bücher umfassen hauptsächlich das Münsterland, den Niederrhein, das Ruhrgebiet sowie das Rheinland.
Bekannte Autoren bzw. Herausgeber des Verlags sind u. a. Heribert Hölz, Dieter Massin, Rolf Massin, Tim Michalak, Hans-Otto Schenk, Marc Torke.
Der Anno-Verlag ist Mitglied im Börsenverein des Deutschen Buchhandels sowie im Verein Deutsche Sprache.